# 劉閼頭
劉 閼頭（りゅう えんとう、拼音：Liú Yāntóu、生没年不詳）は、中国五胡十六国時代の匈奴鉄弗部大人（たいじん：部族長）。劉虎の子で、劉務桓の弟。『魏書』列伝第八十三では閼陋頭（えんろうとう）と表記。

## 生涯
劉虎の子として生まれる。
356年1月、兄の劉務桓が死ぬと、その後を継いで鉄弗部大人となる。この時鉄弗部は代国に属していたが、劉閼頭は密かに謀を企てていた。しかし、2月に代王の拓跋什翼犍が西方を巡幸した際、黄河まで出向いて説得してきたので、劉閼頭は臣従することにした。
358年、代国の離間の計により、劉務桓の子の劉悉勿祈らが劉閼頭に叛き、劉閼頭は懼れて東へ逃げようと冬の黄河を渡った。劉閼頭一行の半分が渡ると河の氷が陥没したので、残りの半分は劉悉勿祈に帰順した。これにより、劉悉勿祈が鉄弗部の大人となり、劉閼頭は行き詰まって代国に帰順した。代王の拓跋什翼犍は劉閼頭を以前のように処遇した。

## 参考資料
- 『魏書』（帝紀第一、列伝第八十三）